# Valentin Rathgeber
Valentin Rathgeber   (Oberelsbach, 3 d'abril de 1682 - Abadia de Banz, 2 de juny de 1750) fou un compositor, organista i director de cor alemany, de l'època barroca.
Valentin Rathgeber va ser el sisè fill de Valentin Rathgeber (1643-1711) i d'Anna Rathgeber, de soltera Scheuplein. El seu pare, el qual era organista i professor a Oberelsbach, li va donar les seves primeres lliçons de música. Després d'assistir a l'escola llatina, a principis del segle xviii, començà a estudiar a la Universitat de Würzburg, inicialment estudiant retòrica, matemàtiques i dret; després va canviar de direcció i va continuar els seus estudis en teologia.

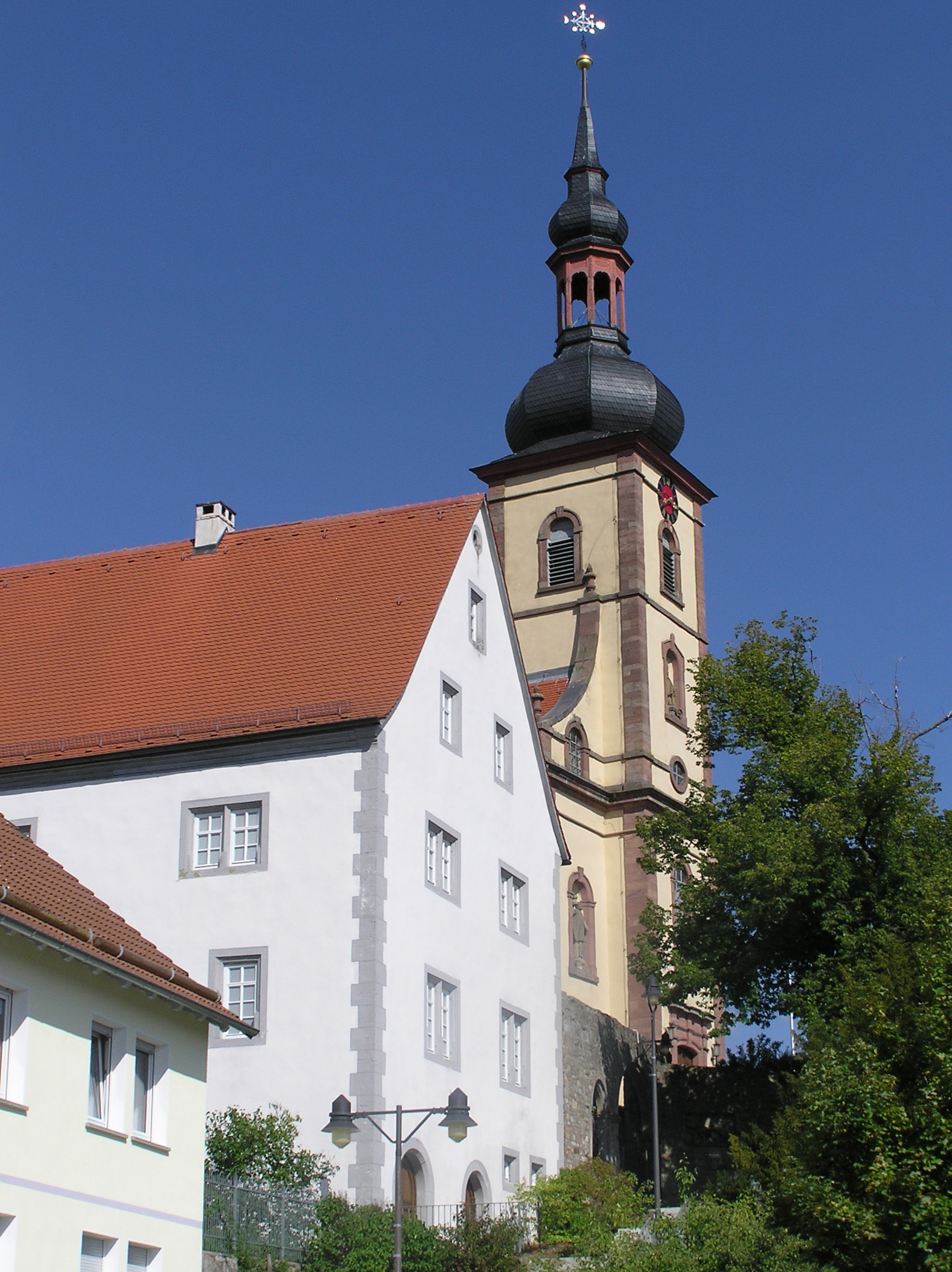
Casa natal de Valentin Rathgeber i l'església parroquial d'Oberelsbach

La seva primera posició va ser com a professor a l'Hospital Julius de Würzburg. El 1707 va ocupar el càrrec de músic de cambra i servent de l'abat de l'abadia de Banz, Kilian Düring (1641-1720). El 26 de novembre d'aquell any s'incorpora com a novici a l'orde benedictí i va exercir la professió el 26 de desembre de 1708. El 21 de setembre de 1709 va ser ordenat subdiaconat al Kiliansdom de Würzburg, el 20 de setembre va ser ordenat diaconat i finalment el 19 de desembre de 1711 va ser ordenat sacerdot. Com a nom religiós, va triar el seu segon nom de baptisme, Valentí. Des de llavors ha treballat com a organista, director de cor i predicador, més tard també com a capellà al monestir de Banz, on va romandre fins al final de la seva vida. La Societat Internacional Valentin Rathgeber es va fundar per investigar la biografia i les obres de Rathgeber.
Entre el 1729 i el 1738 va anar a un viatge d'estudis. És una pregunta oberta si ho va fer amb permís del seu abat o no. Les parades documentades d'aquest viatge eren Mainz, Bonn, Colònia, Trier, Stuttgart, Regensburg, Alemanya, Suïssa, Viena i Estíria. Les composicions d'aquest període es van dedicar principalment als seus respectius amfitrions. Entre els anys 1734 i 1738 Rathgeber es va quedar principalment a Augsburg i Múnic i va passar l'any 1735 visitant els monestirs benedictins de l'abadia d'Admont a Estiria i l'abadia de Pannonhalma prop de Raab a Hongria.
El 2 de setembre, 1738 va tornar a l'abadia, on després va viure durant un temps a la reclusió per la seva sortida il·legal nou anys abans, inicialment va ser empresonat durant 17 dies, suposadament va passar aquest temps en una presó subterrània del monestir. Després de la confessió i la renovació dels vots religiosos, va ser acceptat de nou a la comunitat religiosa per intercessió dels patrons i se li va permetre recuperar el seu antic càrrec. El 1744 el seu nom va ser esmentat a la llista de convidats de la ciutat balneari de Bad Kissingen. Va viure a l'abadia de Banz fins a la seva mort allà, a l'edat de 68 anys, que es va atribuir a la gota però va morir el juny de 1750 com a conseqüència d'un ictus..
Si el compositor va abandonar el seu monestir per al viatge educatiu amb o sense el consentiment de l'abat és un tema de controvèrsia. Com que va passar la major part d'aquest temps en altres monestirs benedictins, aquest fet parla en contra d'una sortida no autoritzada, perquè aleshores els abats dels altres monestirs no haurien pogut acollir-lo segons la regla benedictina; llavors hauria estat considerat un "Gyrovage" (monjo canalla, RB 61, 13-14). D'altra banda, l'estada a la presó documentada i potser també la renovació de vots parlen d'una sortida no autoritzada. Tanmateix, aquesta conclusió es veu afeblida pel fet que als monjos, després d'un llarg viatge, no se'ls permetia explicar les seves experiències fora del monestir (RB 67.5) i per a això havien de viure un cert temps al marge dels altres monjos en majors aïllament. A més, la renovació de vots entre els benedictins és habitual a intervals regulars.

## Anàlisi crítica

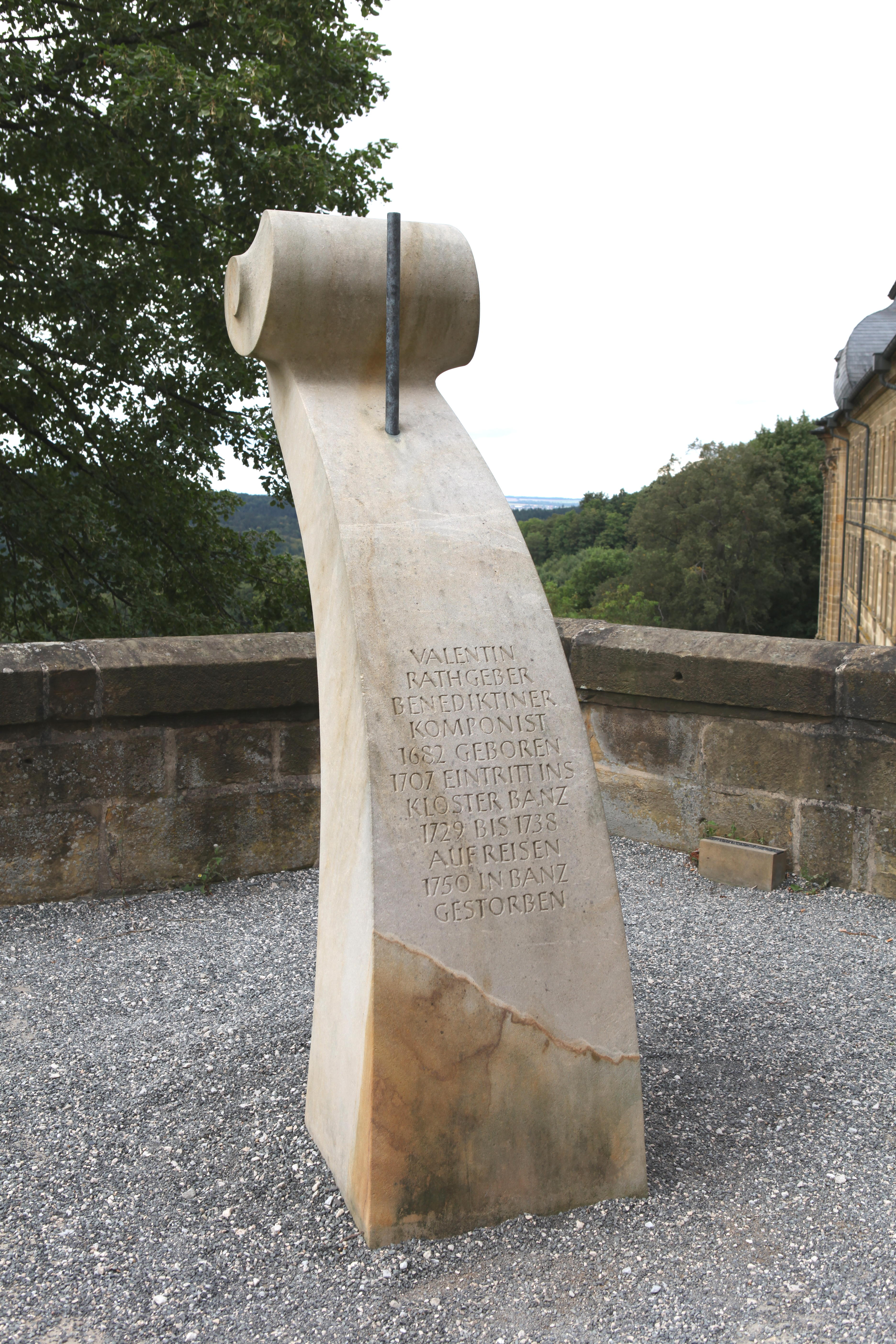
Monument al pati del monestir de Banz

Rathgeber va ser un compositor molt versàtil i productiu i va ser un dels compositors més populars i respectats del sud d'Alemanya. Va compondre obres seculars i sagrades, la majoria de la seva producció eren obres vocals sagrades. Va escriure diversos centenars d'obres, principalment masses, himnes, àries, lletanies, requiems, magnificats, ofertoris, antífones marianes i també concerts instrumentals i cançons. El seu "Augsburger Tafel-Confect", curt per "Ohren-vergnügendes und Gemüth-ergötzendes Tafel-Confect" (Confiteria per a taula d'Augsburg, curt per a "Table Confectionery, Pleasuring the Ears and Delightful to the Soul") és una col·lecció de cançons destinades a ser interpretades per a postres, mentre que un "Tafelmusik" es va interpretar durant un plat principal. Va publicar tres edicions de la seva obra el 1733, 1737 i 1739, Johann Caspar Seyfert afegint-ne una quarta el 1746.
Una col·lecció similar es va crear el 1740 amb el manuscrit de la cançó d'Ostracher, que s'atribueix al pare cistercenc Theobald Vogler. El títol del Tafel-Confect publicat de manera anònima (publicat per Friedlaender el 1902) segueix la tradició del quodlibet imprès acompanyat de continu tal com va ser publicat al segle XVII per Jacob Banwart (1609–1657), Samuel Friedrich Capricornus (1628–1665), Wolfgang Carl Briegel (1626–1712) i altres. Com aquests, els Quodlibets de Rathgeber tracten, per exemple, temes populars, concursos professionals, vida estudiantil i caricaturitzen la interpretació de la música amb hàbil ironia musical, encara que de vegades amb afectes antisemites. Quasi es posen en escena tota una sèrie de peces, que s'estenen així a l'àmbit de la cantata profana. El compositor va agafar en part textos i melodies de les cançons populars del seu temps, semblant al quodlibet de les Variacions Goldberg de Bach (BWV 988), la plantilla melòdica de les quals també es troba al Tafel-Confect: "Salvete hospites" (a la 2a part, No. 7); d'altra banda hi ha noves composicions de Rathgeber. Aquesta col·lecció va tenir una rellevància especial per a la música del segle xviii, la qual cosa ho demostra el fet que es va convertir en una font de material per als compositors posteriors. El musicòleg D. Cushman ho va demostrar l'any 1973 fent servir l'exemple de Joseph Haydn.

## Selecció d'obres
Segons l'estat de la investigació del 2015, es conserven les següents obres de Valentin Rathgeber: 164 ofertoris, 61 antífones marianes, 42 misses, 36 himnes, 16 àries sagrades, 15 salms, 14 vespres, 13 lletanies, 1 requiem, -, 6 tantum ergo-, tres Tenebrae, tres Magnificat, dos Te Deum, dos Libera-me, un complet, 60 “Schlagaria” (per a instruments de teclat), incloent 10 Pastorelles per a la temporada de Nadal, 39 cançons (p. Wise la coneguda cançó Alleweil una mica divertida) i àries de l'Augsburger Tafelconfect així com 24 concerts instrumentals.
- Augsburger Tafel-Confect
- Opus I Octava musica clavium octo musicarum a Missis octo musicalibus (composicions massives)
- Opus II (vespres)
- Opus III (misses)
- Opus IV (ofertoris amb acompanyament instrumental)
- Opus V (antífones per a l'any de l'església)
- Opus VI (obres instrumentals seculars)
- Opus VII (Misses per a l'any de l'església)
- Opus VIII (Rèquiem i Libera)
- Opus IX Salmodia vespertina (cicle de vespres)
- Opus X (àries llatina i alemanya)
- Opus XI (himnes)
- Opus XII (masses rurals i de població)
- Opus XIII (Miserere i Tantum ergo)
- Opus XIV (cicle d'ofertoris en 3 parts)
- Opus XV (ofertoris)
- Opus XVI (antífones)
- Opus XVII (cicle vespertí)
- Opus XVIII (lletanies)
- Opus XIX (misses)
- Opus XX (ofertoris)

## Exemple de l'estil instrumental de Rathgeber
Aria pastorella (Ulrich Metzner, Orgel)

## Enregistraments sonors
- Valentin Rathgeber: „Ohren-vergnügendes und Gemüth-ergötzendes Tafel-Confect (Auswahl)“, Augsburger Tafelkonfekt, Carus, Stuttgart 1985
- Musik aus Kloster Banz. Werke des fränkischen Barockmeisters Pater Valentin Rathgeber: Missa Sanctorum Apostolorum und Schlagarien, Kammerchor des Hans-Sachs-Chores Nürnberg, Fränkisches Kammerorchester Nürnberg, Leitung Wolfgang Riedelbauch, Mitra Digital, 1994
- Valentin Rathgeber: Missa F-dur "Declina a malo", Gemischter Chor Wollaberg, Leitung: Siegfried Spindler, 1997
- Johann Valentin Rathgeber. Geistliche Werke, Valentin-Rathgeber-Gesellschaft, 1998
- Freu Dich, Du Himmelskönigin. Valentin Rathgeber, Marienwerke, Valentin-Rathgeber-Gesellschaft, 2004
- Augsburger Tafelkonfekt. canto tanto (Monika Frimmer, Christa Bonhoff, Dantes Diwiak, Peter Kooij), Das Neu-Eröffnete Orchestre, Leitung: Jürgen Sonnentheil. cpo, 2005.
- Messe von Muri, Concerti, Capella Murensis, ensemble arcimboldo, Leitung: Johannes Strobl/Thilo Hirsch, Audite, 2007
- Johann Valentin Rathgeber. Rosenkranzkönigin, Valentin-Rathgeber-Gesellschaft, 2007
- Missa S. P. Benedicti B-Dur, Monteverdi-Ensemble Würzburg, Leitung: Matthias Beckert, cpo, 2010
- Barockvesper zu Ehren des Heiligen Benedikt, Valentin-Rathgeber-Gesellschaft, 2011.

## Ràdio
- Valentin Rathgeber auf der Seite des Bayerischen Rundfunks
- BR-Klassik: Was heute geschah, 3. April 1682: In Oberelsbach in der Rhön wird der Benediktinermönch und Komponist Johann Valentin Rathgeber geboren. Sendung über Valentin Rathgeber am 3. April 2012.

## Exposicions, simposis i conferències
Exposicions
- Valentine Rathgeber. Vida - Obra - Significat, exposició itinerant; l'abril de 2009 al museu Obere Saline a Bad Kissingen; l'octubre de 2009 al Museu de la Ciutat de Bad Staffelstein; el juny de 2010 a l'Elstalhalle d'Oberelsbach; de juny a setembre de 2011 al Diözesanmuseum Bamberg; de setembre a desembre de 2011 al Dommuseum Fulda; de febrer a abril de 2012 a l'Orgelbaumuseum Ostheim vor der Rhön; de juliol a setembre de 2012 al Museum Bayerisches Vogtland Hof; del 18 de març al 23 de maig de 2013 al Henneberg-Museum Münnerstadt; del 26 de maig al 28 de juliol de 2013 Al monestir Sankt Ottilien; des del 31 de juliol de 2013 al claustre del monestir de Scheyern.

Simposis
- Rathgeber in context, Primer Simposi Internacional Rathgeber (juny de 2007)
- Al llindar del classicisme - Johann Valentin Rathgeber, Segon Simposi Internacional Rathgeber (juny de 2010).

Conferències
- Johann Valentin Rathgeber. Life - Work - Meaning, conferència de Erasmus Gaß, Bad Kissingen, 9 d'abril de 2009
- L'orella al pols del temps: un compositor de monestir a la recerca del so, conferència de Ludger Stühlmeyer, Hof, 6 de juliol de 2012
- Em dedicava a la vida monàstica, conferència de Berthold Gass, St. Ottilien, 26 de maig de 2013.

## Edificis i llocs que porten el nom de Rathgeber
Edificis

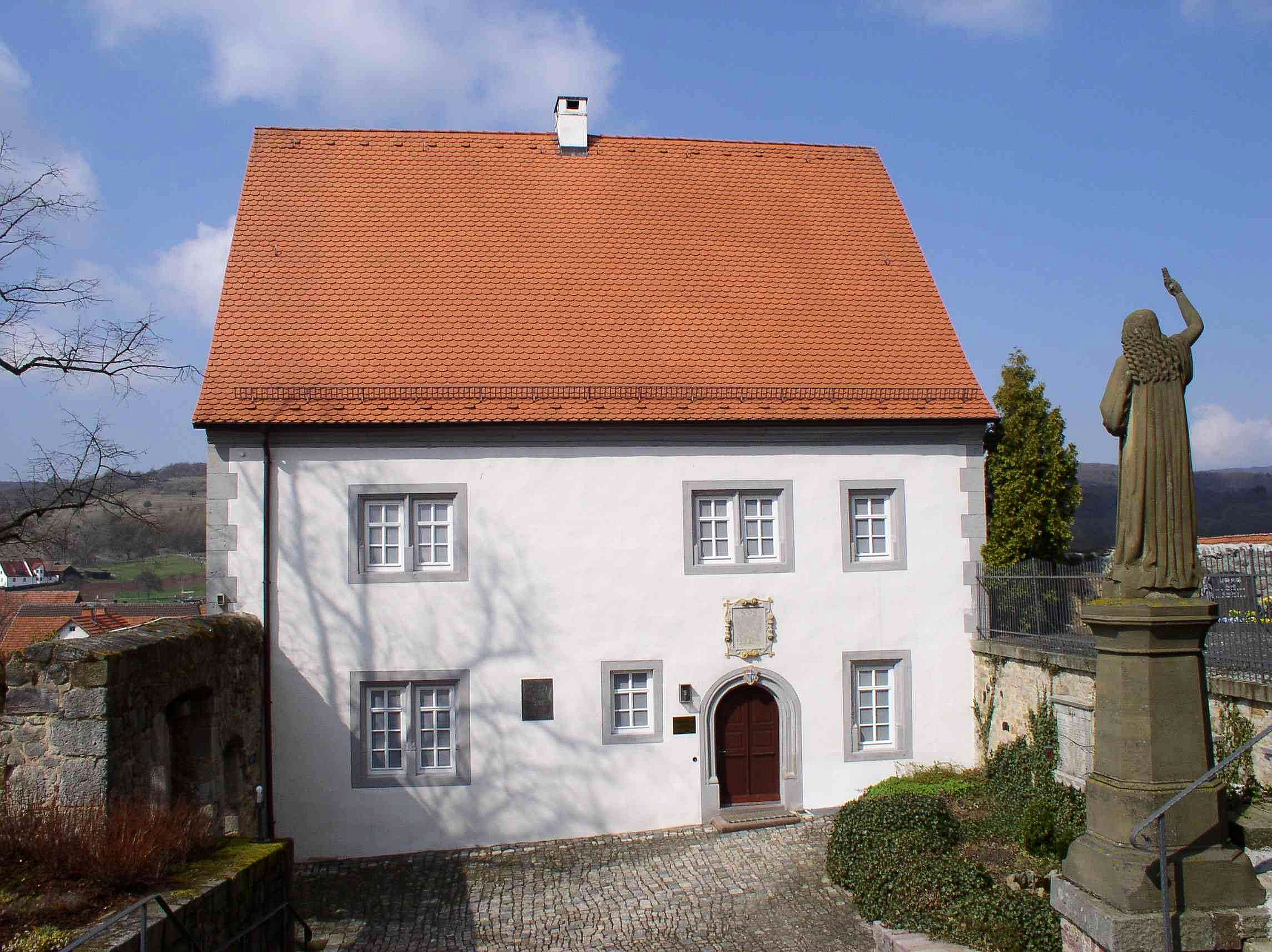
Casa de Valentin Rathgeber, avui un museu a Oberelsbach

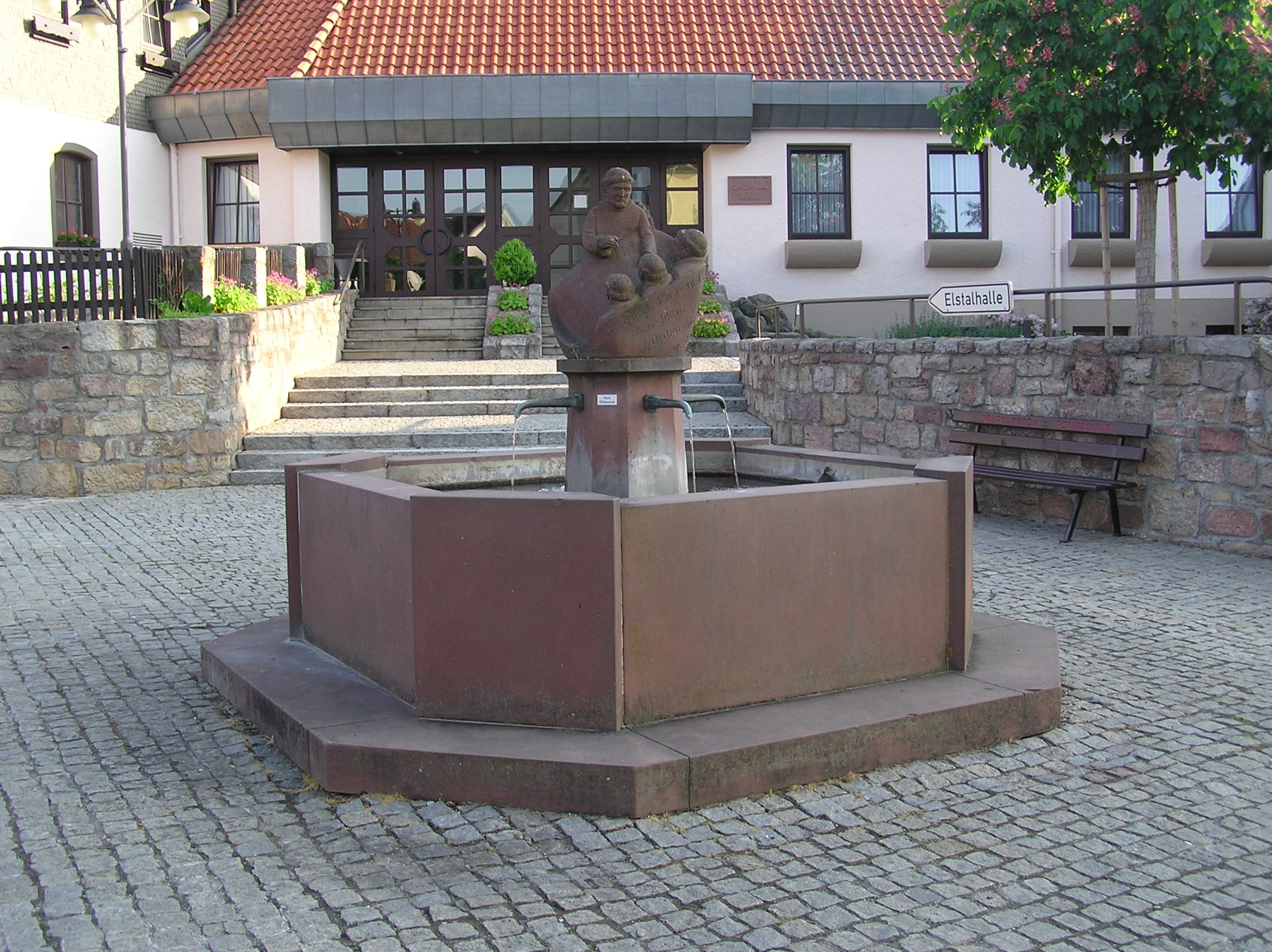
Rathgeber-Brunnen a Oberelsbach

- Casa Valentin Rathgeber; Museu a Oberelsbach
- Font Rathgeber davant de l'Elstalhalle a Oberelsbach
- Escola Valentin Rathgeber d'Oberelsbach
- Escola Pare Valentin Rathgeber a Unnersdorf (Bad Staffelstein)

Carrers
- Valentin-Rathgeber-Straße a Bamberg (districte de Babenberger)
- Valentin-Rathgeber-Strasse a Bad Kissingen
- Pater-Valentin-Rathgeber-Strasse a Bad Staffelstein
- Rathgeberstraße a Herzogaurach
- Rathgeberstraße a Ingolstadt (Piusviertel)
- Rathgeberstraße a Múnic-Moosach
- Valentin-Rathgeber-Strasse a Bad Neustadt an der Saale
- Rathgeberstrasse a Oberelsbach
- Rathgeberstraße a Wangen im Allgäu

## Selecció literària
- Robert Eitner ADB:Rathgeber, Valentin
- Max Hellmuth: Der Barockkomponist Valentin Rathgeber, Phil. Diss., Erlangen 1943
- H.-J. Moser: Geschichte des mehrstimmigen Generalbassliedes und des Quodlibets im deutschen Barock, 2. Auflage, Hildesheim 1966
- D. Cushman: Joseph Haydn’s Melodic Materials, Dissertation an der Universität Boston 1973
- Otto Ursprung: Valentin Rathgeber, in: Handbuch der Musikwissenschaft, Band 2 – Die Katholische Kirchenmusik, Laaber Verlag, Wiesbaden 1979, Kapitel 4, S. 228 und folgende
- Elizabeth Roche: Rathgeber, Johann Valentin, in: The New Grove Dictionary of Music and Musicians, Band 15, London 1980, S. 598–599
- Alfred Baumgartner: Valentin Rathgeber, in: Der große Musikführer, Band 2 – Barockmusik, Kiesel Verlag 1981, S. 560
- Hans Kleiner, Erhard Nowak: Nur wer die Musik liebt. Valentin Rathgeber, Heimat, Herkunft, Leben und Werk, Verlag Dietrich Pfaehler, Neustadt an der Saale 1981, ISBN 3-922923-08-9
- W. Braun: Librettistik im augsburgischen Tafelkonfekt (1746), in: Musik in Bayern Nr. 35, 1987, S. 81–88
- Franz Krautwurst: Rathgeber, Johann Valentin, in: Die Musik in Geschichte und Gegenwart, 1. Auflage, Band 7, Kassel 1989, S. 19–22
- Wilfried Dotzauer. Rathgeber, Johann Valentin (en alemany). 21.  Berlin: Duncker & Humblot, 2003, p. .; (text complet en línia)
- Franz Krautwurst: Neues zur Lebens- und Rezeptionsgeschichte Valentin Rathgebers OSB (1682–1750), in: Musik in Bayern Nr. 50, 1995, S. 45–57
- J. Dahlberg: Valentin Rathgeber: Das vergessene Jubiläum, in: Musica sacra Nr. 120, 2000, Heft 3, S. 5–7
- Arnold Feil: Valentin Rathgeber, in: Metzler Musik Chronik, Stuttgart / Weimar 2005, S. 279 und folgende
- Wilfried Dotzauer: Aspekte zur fränkischen Kirchenmusik des 18. Jahrhunderts im Bamberger Raum, in: Ludger Stühlmeyer (Hrsg.): Stationen der Kirchenmusik im Erzbistum Bamberg, Bamberg 2007, S. 41–52
- BBKL|autor=Berthold Gaß|artikel=Rathgeber, Johann Valentin|band=32|spalten=1117-1158
- Ludger Stühlmeyer: Johann Valentin Rathgeber, ein Beitrag zur Wanderausstellung 2011, in: Heinrichsblatt, 32. Katholische Wochenzeitung des Erzbistums Bamberg, Bamberg im August 2011 und Katholische Sonntagszeitung für Deutschland, Köln, im August 2011
- Ludger Stühlmeyer: Das Ohr am Puls der Zeit – der Klosterkomponist Johann Valentin Rathgeber. Fleißiger Kantorensohn mit spiraligem Studienweg, in: Musica sacra, 132. Jahrgang, Heft 2, Kassel 2012, S. 80–81
- Ludger Stühlmeyer: Johann Valentin Rathgeber. Kantor, Komponist und Benediktiner, in: Jahrbuch des Erzbistums Bamberg, 91. Jahrgang 2016, Heinrichs-Verlag Bamberg, Juni 2015, S. 52–57
- Barbara Stühlmeyer, Ludger Stühlmeyer: Johann Valentin Rathgeber. Leben und Werk, Verlag Sankt Michaelsbund, München 2016, ISBN 978-3-943135-78-7.